# 流れ星をつかめ
『流れ星をつかめ』（ながれぼしをつかめ）は稲田光穂のjunior size名義でのミュージックテープ。2002年12月14日発売。

## 内容
- 昨今には珍しいカセットテープのみでの音源。
- 値段は僅か190円という超格安価格での提供になった。
- タイトル曲の流れ星をつかめのみはEVER POP/NEXT BREAK~ALL SEASON LADY’S VOCAL COLLECTION~というコンピレーションで先行収録されていた。
- A面B面ともに3曲だけ入っており、カセットの収納ケースはそのまま切り取って歌詞カードにすることが出来る。
- 収納ケースのデザイン画などは全て稲田本人の手によるもの。
- ケースには来春アルバム発売予定と書かれているが、実際にこの後に音源が発表されるのは3年後である。
- このカセットミニアルバム発売後にマネージャーが変わり、ピアノトリオでのライブ活動が増え、楽曲製作時期へと入る。

## 収録曲
1. 流れ星をつかめ
アップテンポなピアノ楽曲。この曲では稲田の楽曲では珍しい早口の言い回しが使われている。
2. 弱虫なスカート
3. ここにいるよ
別れを歌ったバラードソング。ピアノの弾き語りで歌われている。

- 作詞:稲田光穂(#1～3)
- 作曲:稲田光穂(#1～3)